# Louis Huybrechts
Pierre Louis Joseph Huybrechts (* 21. Februar 1875 in Antwerpen; † 1963) war ein belgischer Segler.

## Erfolge
Louis Huybrechts nahm 1908 in London bei den Olympischen Spielen in der 6-Meter-Klasse teil. Als Crewmitglied der Zut sicherte er sich neben Henri Weewauters und seinem Bruder Léon Huybrechts, der Skipper der Zut war, die Silbermedaille. Nach einem dritten Platz in der ersten Wettfahrt und einem vierten Platz in der zweiten Wettfahrt gelang der Zut ein Sieg in der letzten Wettfahrt, sodass sie die Regatta hinter der Dormy des britischen Skippers Gilbert Laws auf dem zweiten Rang abschloss.